# Cutler Stack
Der Cutler Stack ist ein Brandungspfeiler (englisch stack) vor der Nordküste der Livingston-Insel im Archipel der Südlichen Shetlandinseln. Er ragt nordöstlich des Lair Point auf.
Das UK Antarctic Place-Names Committee benannte ihn am 7. Juli 1959 nach Benjamin Sheffield Cutler (1800–1860), Teilhaber an der Brigg Frederick und Kapitän des Schoners Free Gift, die beide von 1821 bis 1822 in den Gewässern um die Südlichen Shetlandinseln operierten.